# Franciszek Bem
Franciszek Antoni Bem, właśc. Böhm (ur. 16 czerwca 1839 w Sanoku, zm. 10 maja 1912 w Krakowie) – powstaniec styczniowy, urzędnik.

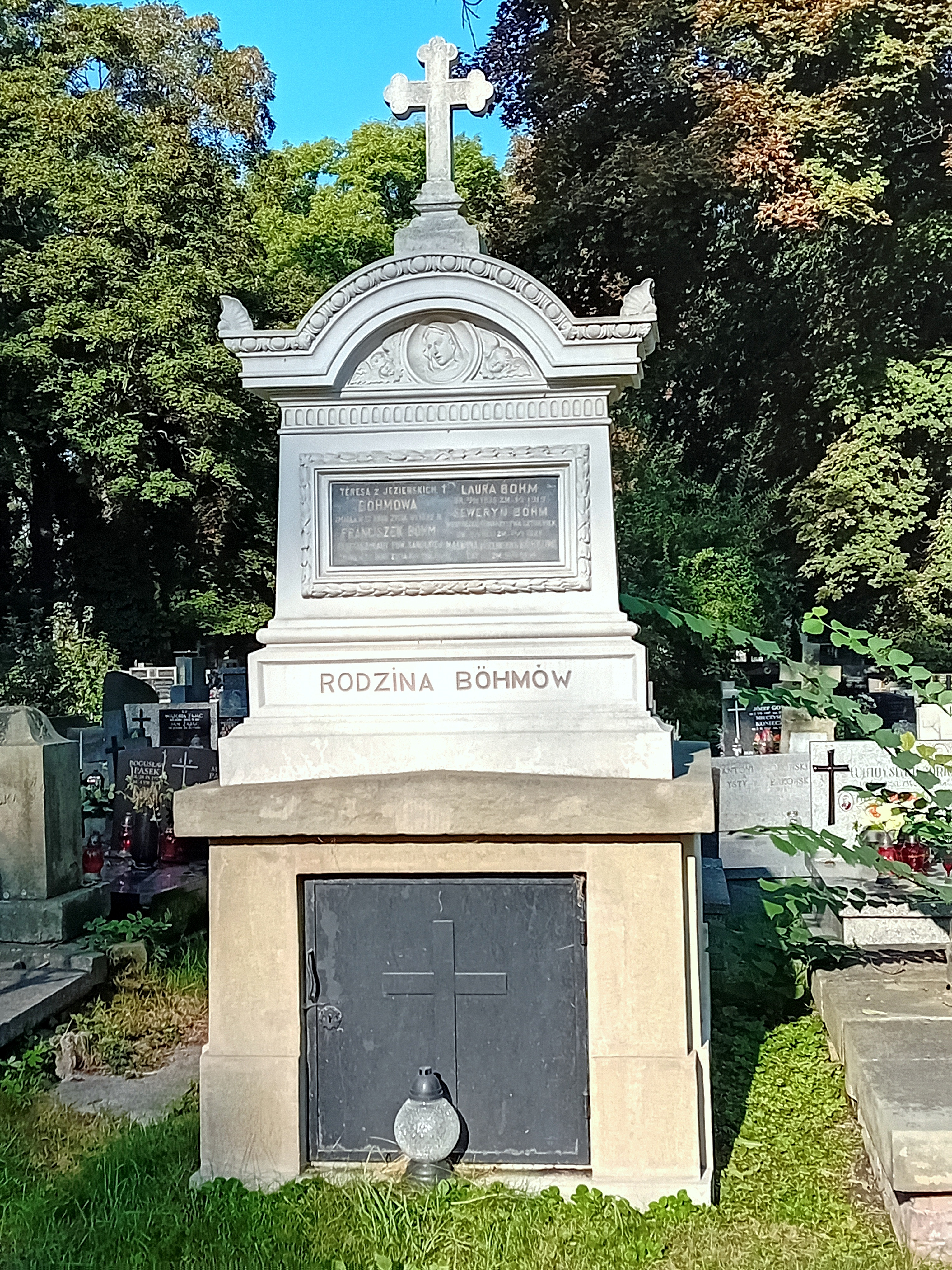
Grobowiec Böhmów

## Życiorys
Urodził się jako Franciszek Antoni Böhm 16 czerwca 1839 w Sanoku. Był synem Ignacego (kancelista cyrkularny w Sanoku, zm. 1848 w wieku 62 lat) i Tekli z domu Michlik. Miał rodzeństwo: Edmunda Rufina (ur. 1829), Malwinę Izydorę (ur. 1831), Seweryna (1833-1921, oficer Armii Cesarstwa Austriackiego, urzędnik Towarzystwa Przyjaciół Sztuk Pięknych w Krakowie), Karola Ernesta (ur. 1835), Laurę Augustynę (1836-1919), Zygmunta Alojzego (ur. 1838), Ferdynanda (zm. 1843) oraz przyrodniego brata Konstantego Walentego (ur. 1825, z wcześniejszego małżeństwa ojca z Marią). Wraz z rodziną mieszkał w Sanoku pod numerem konskrypcyjnym 101.
Przed 1863 pracował jako dyetariusz konceptualny. Po wybuchu powstania styczniowego przyłączył się do walczących i służył jako podoficer w oddziałach Apolinarego Kurowskiego i Aleksandra Krukowieckiego. Uczestniczył w bitwie pod Miechowem 17 lutego 1863 i w bitwie pod Glanowem 15 sierpnia 1963, gdzie został ranny. W październiku 1865 poinformowano, że 22 sierpnia 1864 został uwolniony z niewoli rosyjskiej. 
W ramach zaboru austriackiego i autonomii galicyjskiej przez wiele lat sprawował stanowisko (pierwszego) sekretarza Rady i Wydziału Powiatowego w Sanoku. Z racji wieku już przed 1906 decyzją Rady powiatowej otrzymał prawo przejścia w stan spoczynku oraz emeryturę, jednak z poczucia obowiązku nadal pełnił stanowisko sekretarza Rady. Swoją służbę na stanowisku sekretarza Rady zakończył około 1908, a jego miejsce wówczas objął Tadeusz Wrześniowski.
19 kwietnia 1877 został wybrany zastępcą kontrolera Towarzystwa Zaliczkowego w Sanoku (zarejestrowanego 6 sierpnia 1877). 11 marca 1886 objął mandat radnego Rady Miejskiej (po rezygnacji Alfreda Kobaka). 8 czerwca 1877 wszedł w skład komisji rady miejskiej, która miała czynić starania celem zakupu gruntu i założenia cmentarza w Sanoku. Był członkiem zwyczajnym Macierzy Szkolnej dla Księstwa Cieszyńskiego. W latach 90. XIX wieku i w pierwszej dekadzie XX wieku był członkiem sanockiego gniazda Polskiego Towarzystwa Gimnastycznego „Sokół”, zasiadał w sądzie honorowym. Był sekretarzem zarządu powiatowego w Sanoku Towarzystwa „Kółek Rolniczych” z siedzibą we Lwowie (1894, 1895). Był członkiem sanockiego koła Towarzystwa Szkoły Ludowej. Według stanu z 1903 kierował delegacją w Sanoku zarejestrowanego w 1888 Towarzystwo Wzajemnej Pomocy Uczestników Powstania roku 1863/64 z siedzibą we Lwowie.
Zmarł 10 maja 1912 w Krakowie. Został pochowany w grobowcu rodzinnym na cmentarzu Rakowickim w Krakowie.